# Szilágyi Józsa Mária
Szilágyi Józsa Mária (Székelyudvarhely, 1937. szeptember 26.) erdélyi magyar nyelvész, nyelvészeti szakíró, Józsa János (1901) leánya.

## Életútja
Középiskoláit a kolozsvári 3. sz. Elméleti Líceumban végezte (1954), a Bolyai Tudományegyetemen szerzett orosz (1958), majd a Babeș–Bolyai Tudományegyetemen francia–román szakos tanári diplomát (1973). 1958–59-ben Marosvásárhelyen középiskolai tanár, 1959–61 között kutató a Román Akadémia kolozsvári Nyelvtudományi Intézetében, 1961-től nyugdíjazásáig (1996) a marosvásárhelyi Tanárképző Főiskolán, majd a Műszaki Egyetemen tanársegéd, adjunktus; 1985–92 között a Színművészeti Főiskolán francia nyelvi óraadó is. 2004–2008 között a Sapientia EMTE-n előadótanár.
Első írásai a Korunkban jelentek meg 1961-ben; a román–orosz nyelvi kölcsönhatásokkal, a modern nyelvek oktatásának módszertani problémáival, Al. Odobescu, Antioh Cantemir irodalmi munkásságával foglalkozó tanulmányai főképp a Tanárképző Főiskola kiadványaiban (Lucrări Ştiinţifice. Vol. I–VI. Marosvásárhely, 1969–93). Több orosz és francia főiskolai szöveggyűjteményt szerkesztett.

## Egyetemi jegyzetei
- Jelenkori orosz nyelv. Fonetika – lexikológia (Marosvásárhely, 1974);
- Alaktan és mondattan (Marosvásárhely, 1976).

## Társasági tagság
- Fordítók Érdekvédelmi Szövetsége
- Kolozsvári Bolyai Társaság